# LOIC
LOIC (Low Orbit Ion Cannon) はオープンソースのネットワーク負荷テストツール。開発言語はC#。JavaScriptで開発されたバージョンも存在し、ウェブブラウザからのDoS攻撃を可能とする。LOICは、Praetox Technologiesが開発していたが、後にパブリックドメインで公開されている。
「LOIC」は、ゲーム「コマンド&コンカー」シリーズに登場する架空の兵器から名付けられた。

## 使用法
LOICは、ターゲットとするサーバにTCPパケットまたはUDPパケットを大量に送りダウンさせる、DoS攻撃もしくは複数の個人によって使用されDDoS攻撃を行う。
また、LOICを使うことで、自主的にボットネットに参加する人々も存在する。

## PythonLOIC
PythonLOICは、二人の若者が開発したLOICで、Pythonによって実装されている。iPhoneやiPad、Mac OS X、Linux、Windowsなど多くのプラットフォームで実行することができ、Google Code上で公開されている。HTTP、ping flood、TCPなどの攻撃をサポートする。現在はベータ版で、多くのバグが存在する。年末にはGUIバージョンもリリースされる予定で、現在までに1,200回以上ダウンロードされている。

### 対応策
BBCのセキュリティ専門家によると、強固なファイアウォールはLOICによるDDoS攻撃を遮断することができるため、攻撃対策として効果的であるとしている。

### 過去の使用例
2010年の10月、アノニマスの分派であるProject Chanologyがサイエントロジー団体のウェブサイトへ攻撃するのに使用している。この時、Anonymous自身はアメリカレコード協会への攻撃を成功させていた。2010年12月には、WikiLeaksを支持すべく、対抗する組織や企業への行なうOperation Paybackを実施している。LOICは多くの攻撃者によって使用されたが、ファイアウォールは容易にトラフィックを除去できるため、限定的な影響にとどまった。
2010年の12月8日から10日にかけて、LOICは30,000回以上ダウンロードされたと報告された。Torなどのネットワーク匿名化ツールを使用しなかった攻撃者のIPアドレスは、パケットの受信者によって記録することができるため、ログを記録しているISPはDDoS攻撃の指揮者を特定することに成功している。2011年1月27日には英国でOperation Paybackに参加した5名が逮捕されている。スペインでは、ウェブ攻撃に関わったとして、同2011年6月までに3名以上の逮捕者が出ている。また2011年6月14日にトルコでウェブフィルタリングに反対して、政府のウェブサイトを攻撃した個人32名が逮捕された。逮捕された各々は、各々の抗議活動のためにLOICを使用したアノニマスのメンバーとされる。

## 参考
1. ↑  Warren, Christina (2010年12月9日). “How Operation Payback Executes Its Attacks”.  Mashable. 2011年8月30日閲覧。
2. ↑  http://praetox.com/n.php/sw/sauce
3. ↑  Paul Mutton (2010年12月8日). “MasterCard attacked by voluntary botnet after WikiLeaks decision”.  Netcraft（英語版）. 2010年12月12日閲覧。
4. ↑  “Pro-Wikileaks activists abandon Amazon cyber attack”. BBC News. (2010年12月9日)
5. 1 2  “Anonymous Wikileaks supporters explain web attacks”. BBC. (2010年12月10日) 2010年12月11日閲覧。
6. ↑  Hachman, Mark (2010年10月29日). “'Anonymous' DDoS Attack Takes Down RIAA Site”. PC Magazine（英語版）. 2011年8月31日閲覧。
7. ↑  Moses, Asher (2010年12月9日). “The Aussie who blitzed Visa, MasterCard and PayPal with the Low Orbit Ion Cannon”. The Age (Melbourne)
8. ↑  “Anonymous Wikileaks supporters mull change in tactics”. BBC News. (2010年12月10日)
9. ↑  John E Dunn (2010年12月10日). “Wikileaks DDoS tool downloads grow rapidly”. Network World（英語版） 2010年12月11日閲覧。
10. ↑  Aiko Pras, Anna Sperotto, Giovane C. M. Moura, Idilio Drago, Rafael Barbosa, Ramin Sadre, Ricardo Schmidt and Rick Hofstede (2010年12月10日). “Attacks by “Anonymous” WikiLeaks Proponents not Anonymous”. CTIT Technical Report 10.41.   University of Twente. 2010年12月12日閲覧。
11. ↑  “Five arrested over 'Anonymous' web attacks”. BBC News. (2011年1月27日) 2011年1月30日閲覧。
12. ↑  Spain arrests Anonymous suspects - BBC News, 10 June 2011. "It seems that LOIC did a poor job of hiding the identity of the people using it. It is believed that some police forces have already moved against the group based on this information.  "
13. ↑  . http://www.bbc.co.uk/news/technology-13762626 {{cite news}}: |title=は必須です。 (説明); 名無し引数「Anonymous members arrested in Turkey」は無視されます。 (説明)⚠⚠⚠